# Jean-Christophe Lagleize

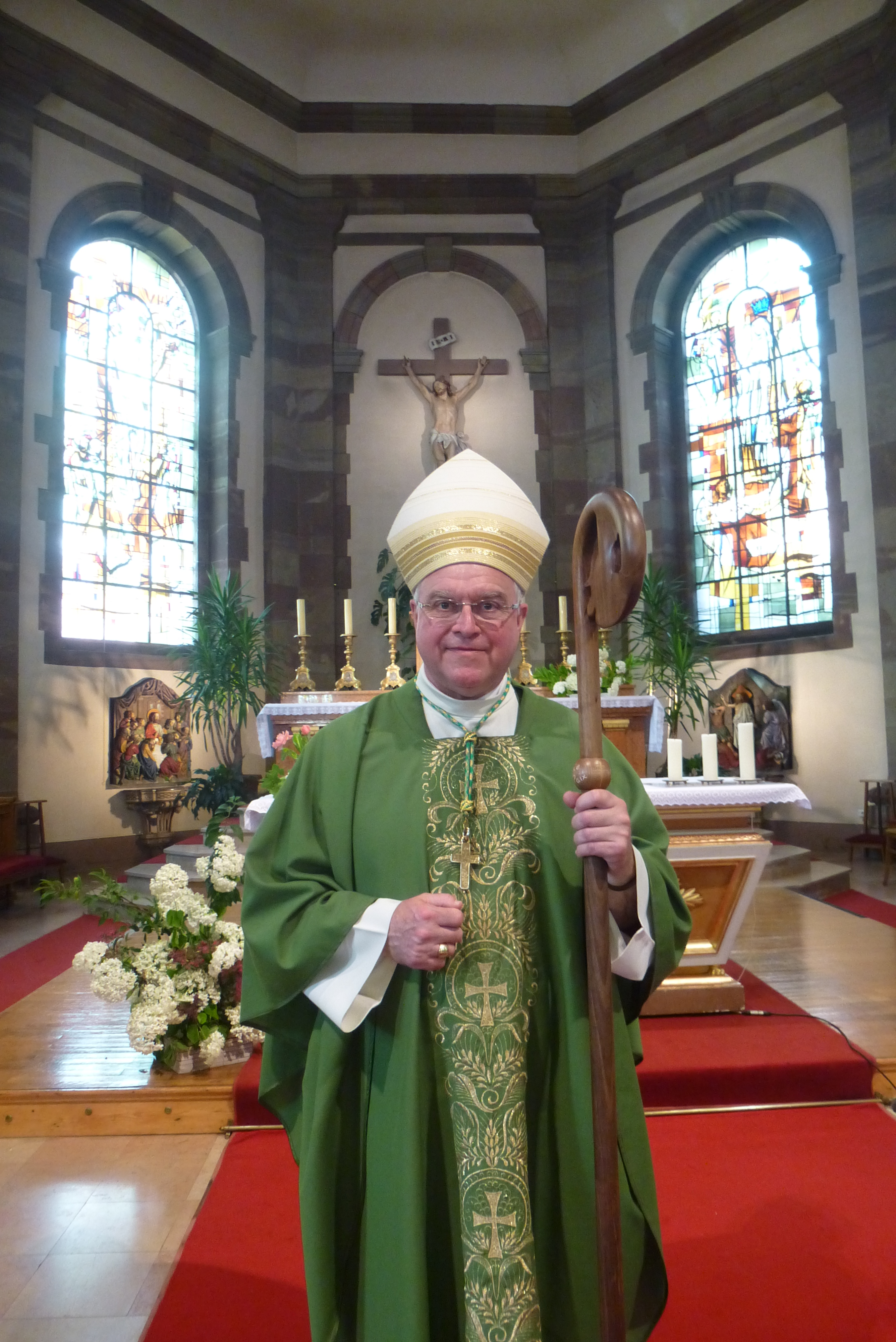
Bischof Jean-Christophe Lagleize in der Kirche Sainte Catherine in Bitsch (2014)

Wappen von Jean-Christophe Lagleize als Bischof von Metz

Wappen von Jean-Christophe Lagleize als Bischof von Valence

Jean-Christophe André Robert Lagleize (* 7. November 1954 in Soisy-sous-Montmorency) ist ein französischer Geistlicher und emeritierter römisch-katholischer Bischof von Metz.

## Leben
Jean-Christophe Lagleize, der Sohn eines Elektrikers und einer Hausfrau, trat nach einer Ausbildung zum Buchhalter und einer zweijährigen Tätigkeit in diesem Beruf ins Priesterseminar von Clermont-Ferrand ein. Nach dem Militärdienst, den er in Deutschland ableistete, setzte er seine Ausbildung am Priesterseminar in Orléans fort. Das Studium schloss er am Höheren Institut für Pastorale Katechese (ISPC) des Katholischen Instituts von Paris mit einem Master-Abschluss in katechetischer Pastoraltheologie ab.
Jean-Christophe Lagleize empfing am 28. Juni 1981 das Sakrament der Priesterweihe.
Am 11. Dezember 2001 ernannte ihn Papst Johannes Paul II. zum Bischof von Valence. Der Erzbischof von Bourges, Hubert Barbier, spendete ihm am 23. Februar 2002 die Bischofsweihe; Mitkonsekratoren waren der emeritierte Bischof von Valence, Didier-Léon Marchand, und der Bischof von Grenoble-Vienne, Louis Dufaux.
Papst Franziskus ernannte ihn am 27. September 2013 zum Bischof von Metz. Die Amtseinführung fand am 3. November desselben Jahres statt. Sein Wappenspruch lautet in deutscher Übersetzung: „Im Frieden und in der Freude zu Jesus Christus.“
Am 13. August 2021 nahm Papst Franziskus das von Jean-Christophe Lagleize vorzeitig vorgebrachte Rücktrittsgesuch an.